# Малая Глуша
Ма́лая Глу́ша (укр. Мала́ Глу́ша) — село в Камень-Каширской городской общине Камень-Каширского района Волынской области Украины.
До 2020 года входило в Любешовский район.
Код КОАТУУ — 0723186601. Население по переписи 2001 года составляет 1547 человек. Почтовый индекс — 44224. Телефонный код — 3362. Занимает площадь 3,902 км².